# Євпаторійський музей історії Кримської війни
Євпаторійський музей історії Кримської війни — музей у місті Євпаторія.

## Про музей
Музей історії Кримської війни (вул. Революції, 61) є відділом військової історії краєзнавчого музею, розповідає про основні епізоди Східної (Кримської) війни 1853—1856 рр. у Криму та Євпаторії.
Музей відкрився у 2012 році.
У залах працюють аудіо та відеотермінали, відвідувачам пропонують послуги аудіогіда декількома мовами.

## Колекція
Презентовані колекція зброї, нагороди Російської імперії, предмети особистого вжитку солдатів, картини, літографії латиського художника В.Тімма, деталі такелажу кораблів, якорі.
Музей складається з двох залів. Експозиція розповідає, зокрема, про роль Євпаторії у війні, через те, що перша висадка військ коаліції відбулася в районі міста, а в листопаді 1854 року в акваторії Євпаторії затонуло кілька кораблів коаліції. Серед затонулих кораблів був і французький десантний фрегат «Генріх IV», макет якого так само представлений у музеї.

## Галерея

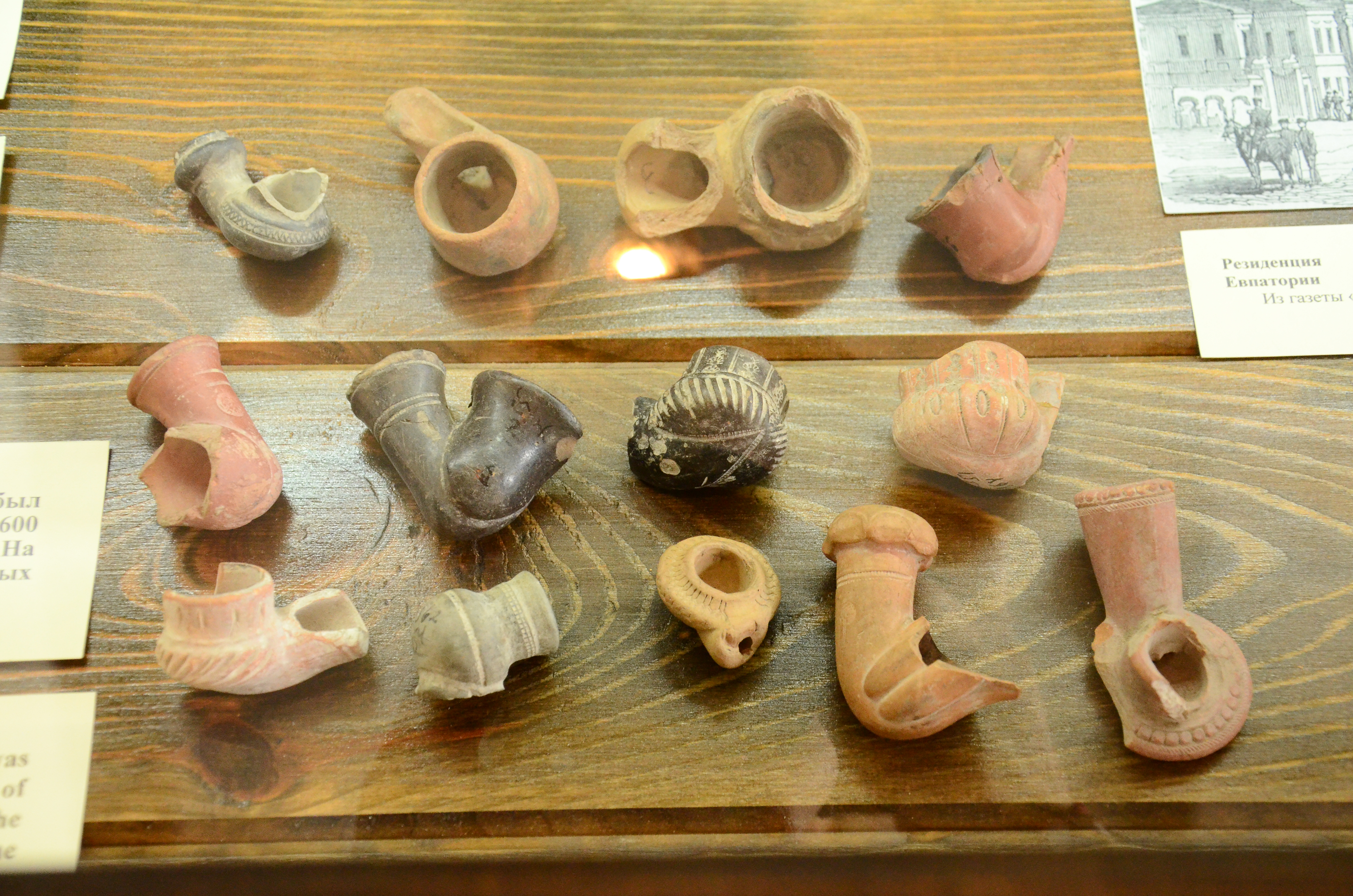
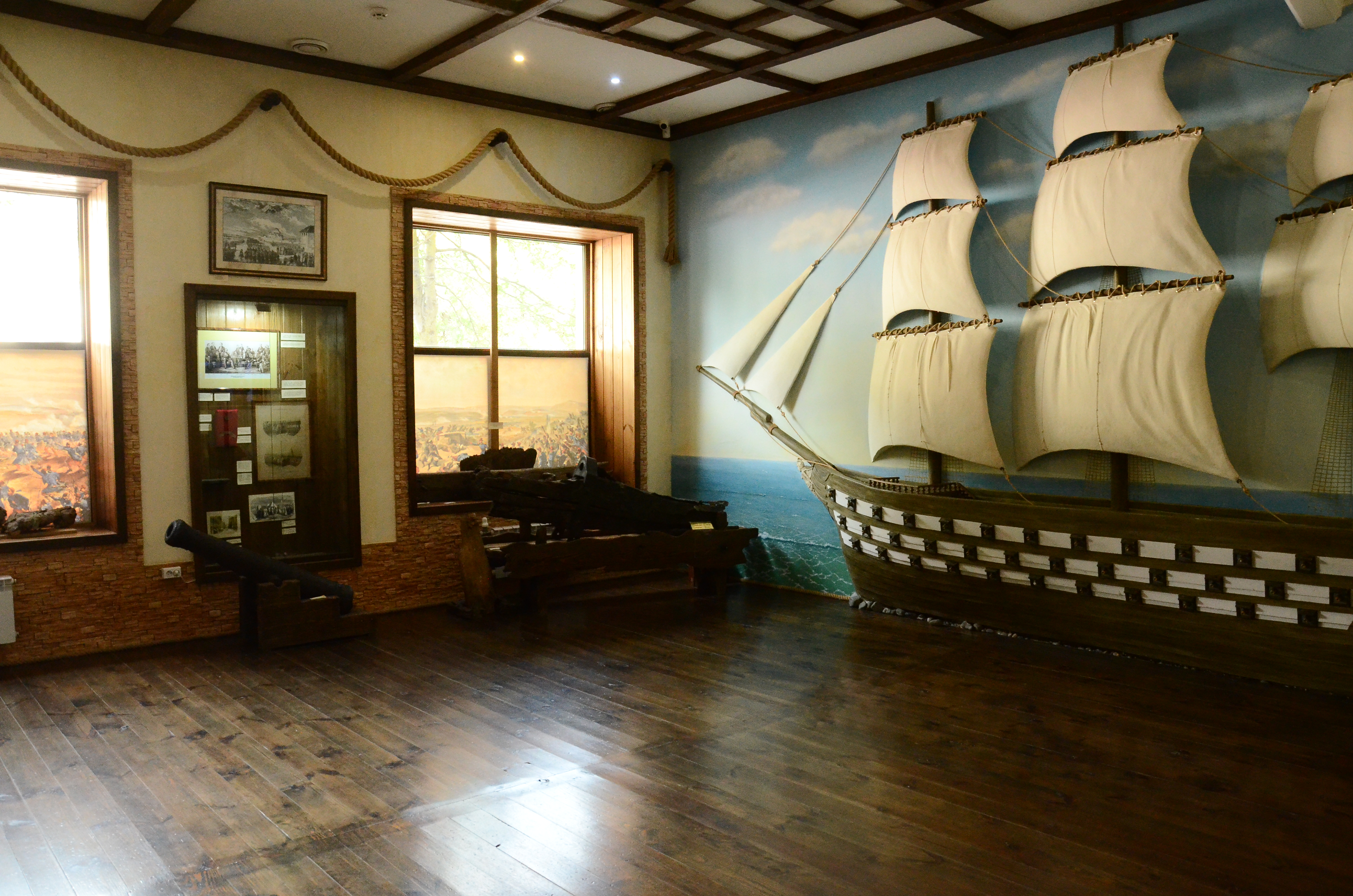
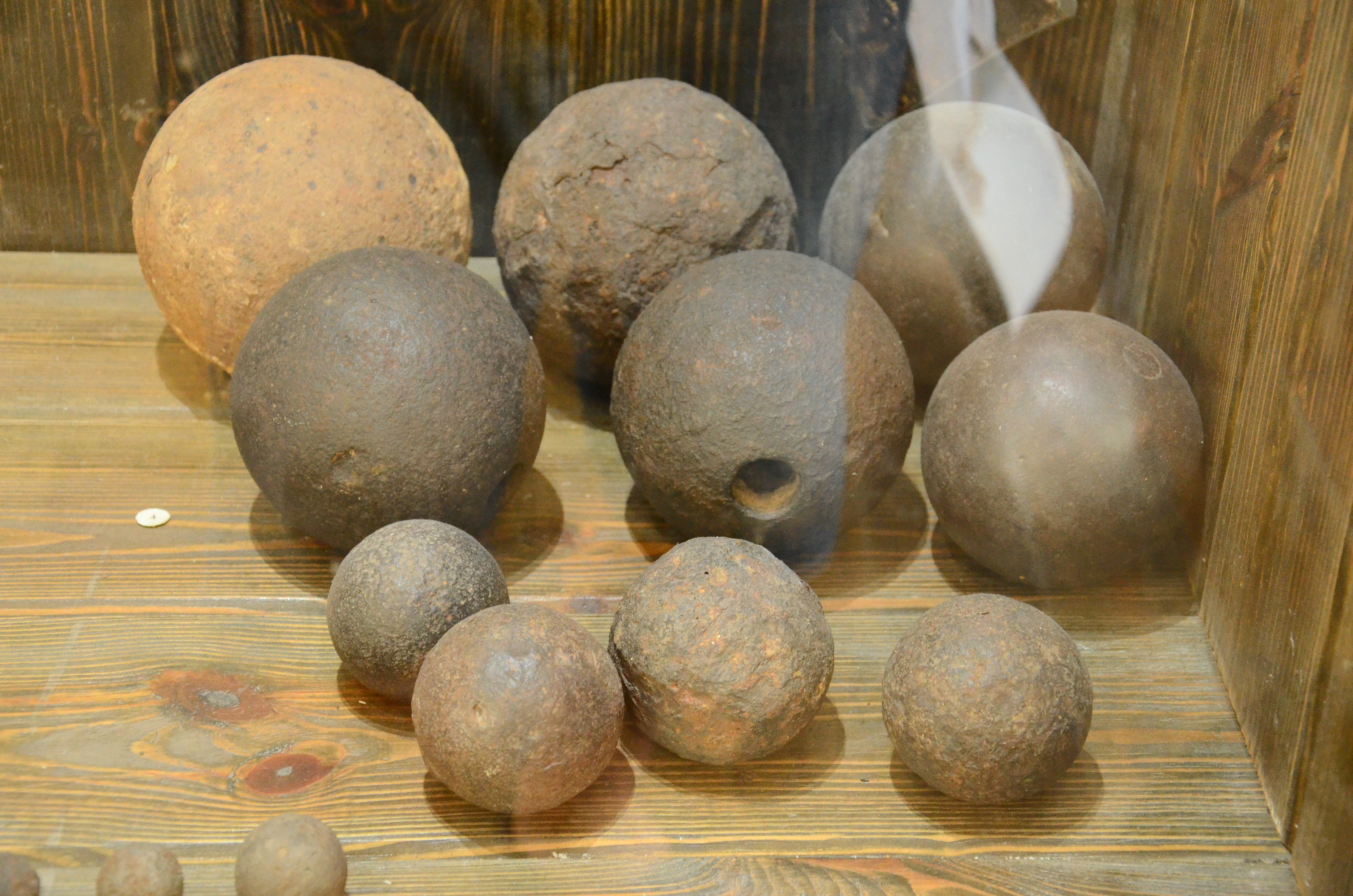
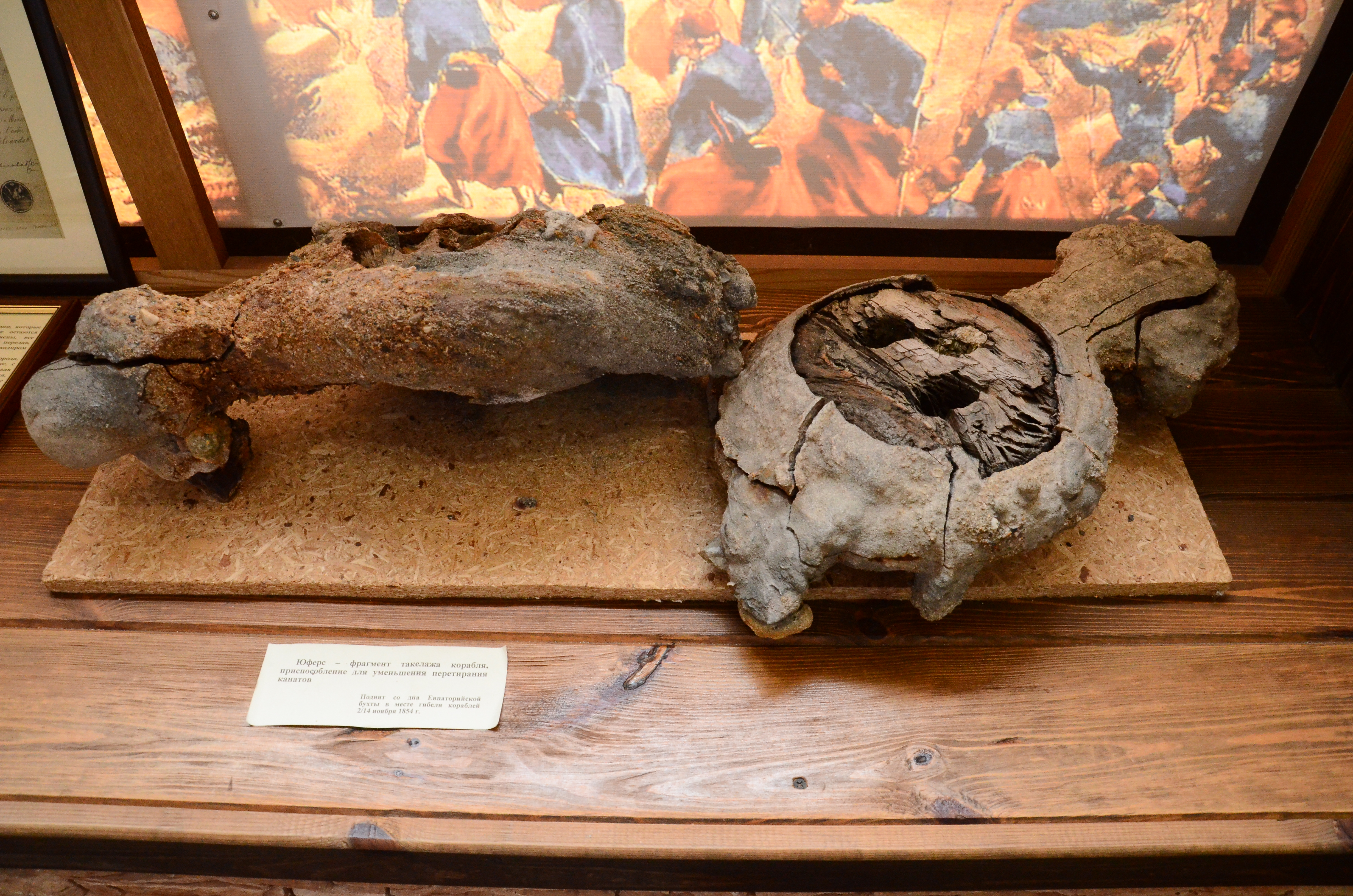
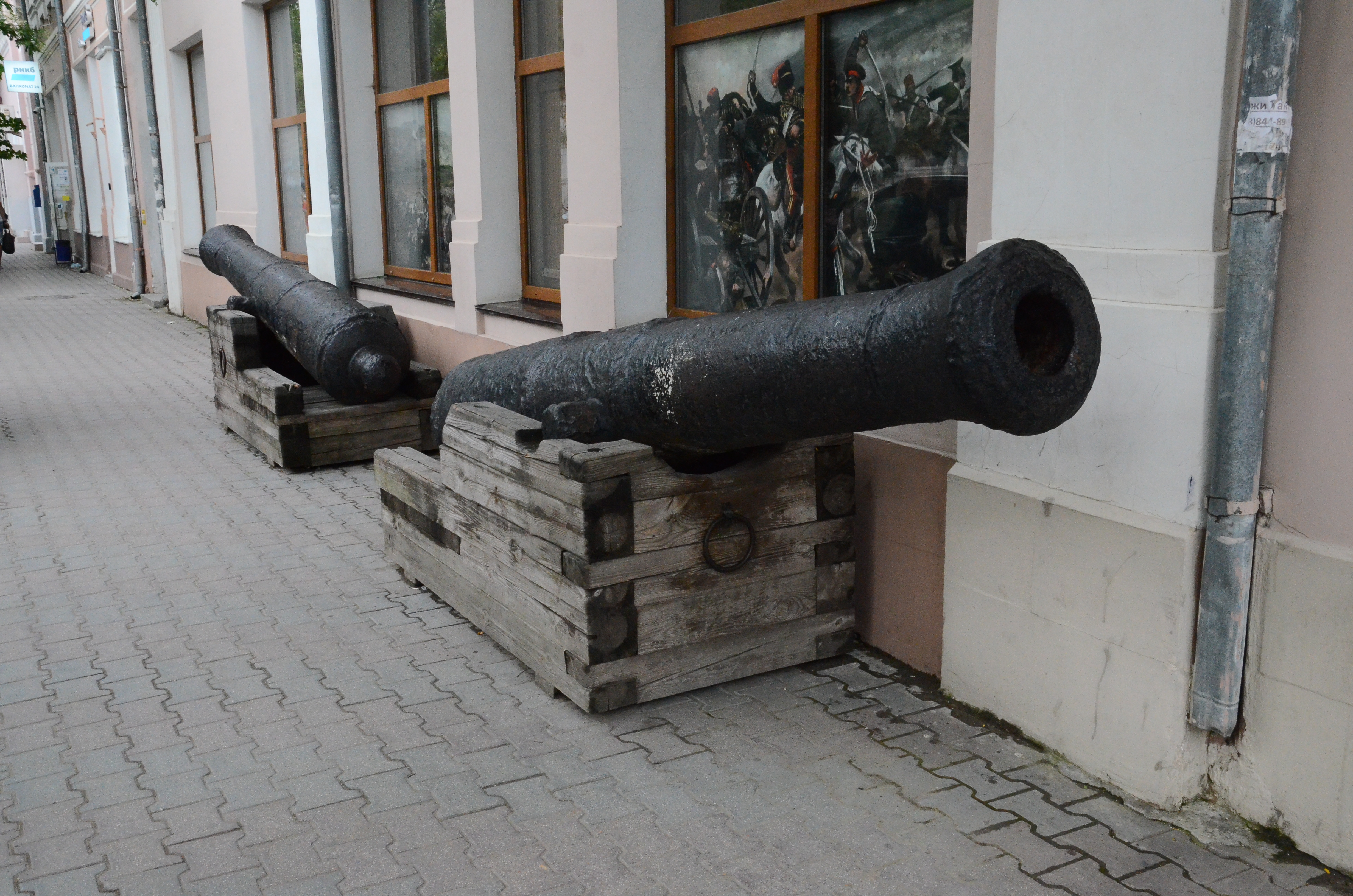
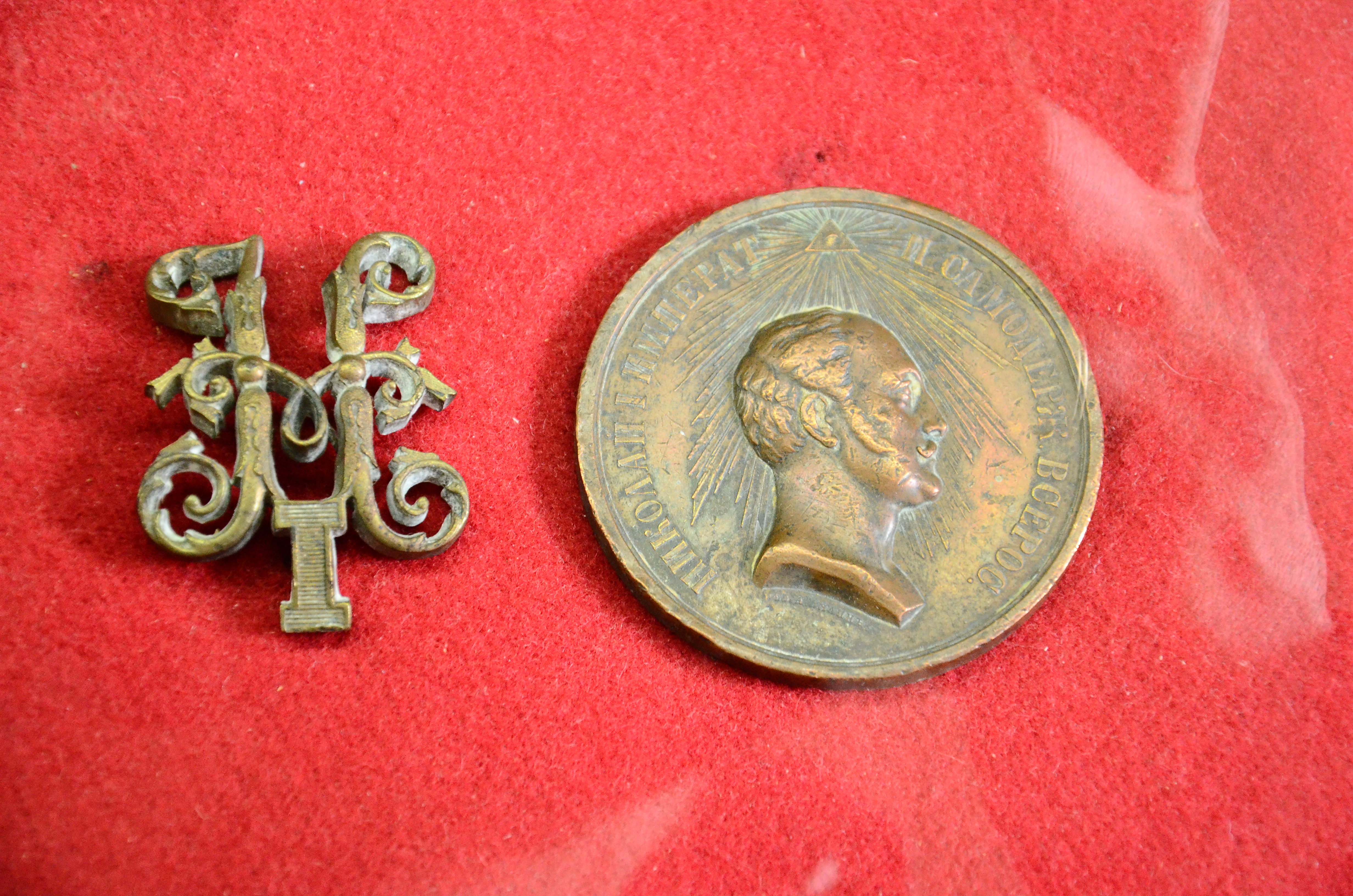
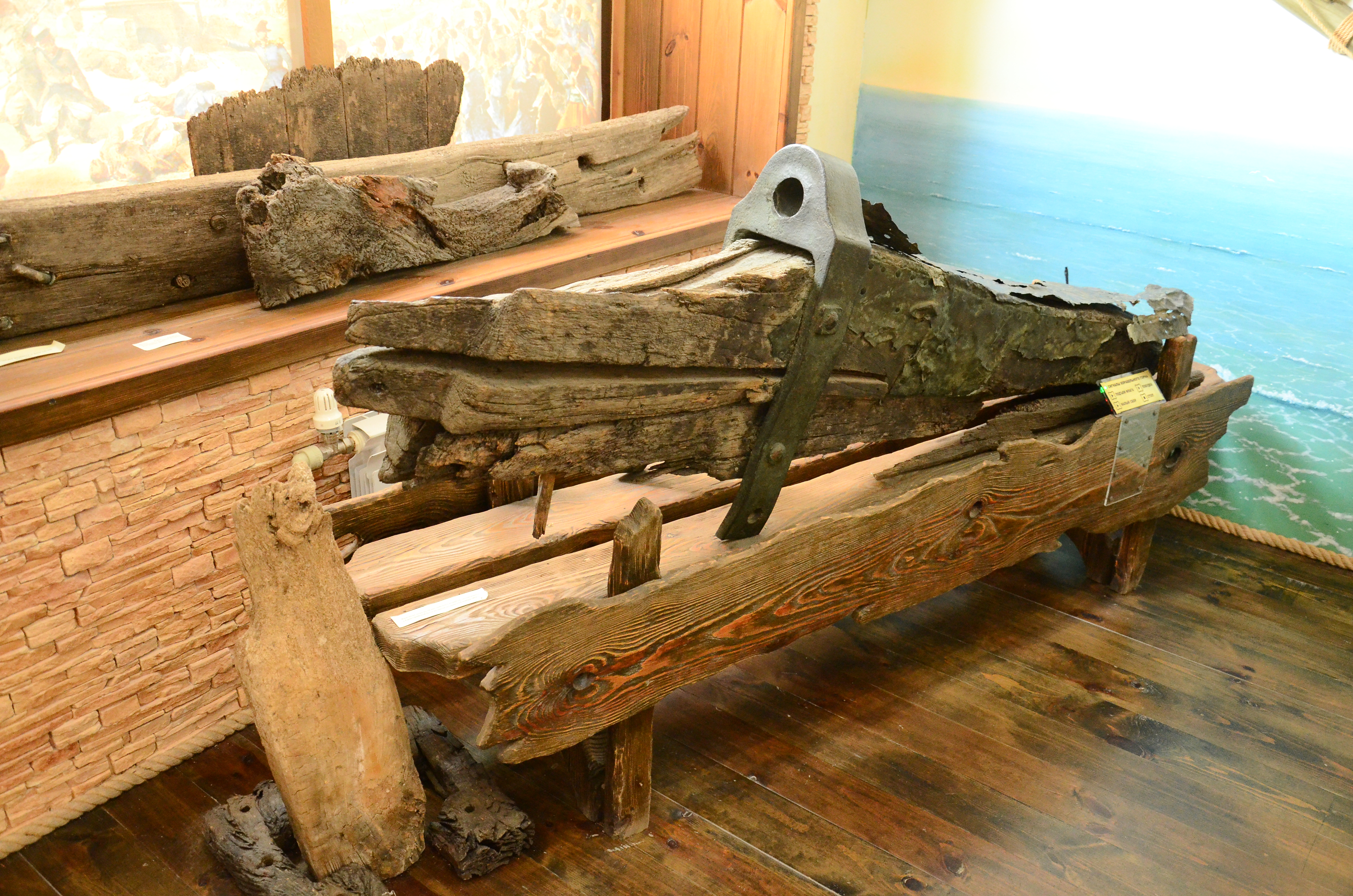